# Trollen van Troy
Trollen van Troy (Originele titel Trolls de Troy) is een Franse stripreeks geschreven door Christophe Arleston en getekend door Jean-Louis Mourier. 
In Nederland wordt de reeks uitgegeven door Uitgeverij L en er zijn tot op heden (september 2021) 25 delen verschenen.

## Inhoud
De serie speelt, net als veel andere reeksen van Arleston, zich af op de fictieve planeet Troy. De trollen van Troy leven in een klein dorp en willen vooral met rust worden gelaten door mensen. Ze houden zich vooral bezig met het jagen op blauwe eekhoorns, hier en daar een pesterijtje uithalen en luieren en eten zijn hun favoriete bezigheden. Dat er toch mensen zijn die om allerlei redenen toch naar het trollengebied reizen en daarmee zichzelf in gevaar brengen is een terugkerend element in de albums.

## Albums
1. Trollenmythen
2. De schedel van de edelachtbare (ook wel: De scalp van de edelachtbare)
3. Als een vlucht petaurussen
4. Het occulte vuur
5. De hekserijen van de wonderdoener
6. De beproeving van Tetram (ook wel: Trollen in de mist)
7. De veren van de wijze
8. Trollenrockers (ook wel: Rock 'n troll attitude)
9. De gevangenen van Darshan
10. De opstandelingen van Darshan
11. Trollympiaden
12. Trollenbloed
13. De oorlog van de veelvraten
14. Het verhaal van Waha
15. Haarballen
16. Trollenhaar
17. Het huwelijk van Waha
18. De Proffie blues
19. Geen Kerst voor Vadertje Grommel
20. De erfenis van Waha
21. Het goud van de trollen
22. De trollenschool
23. Ruw talent!
24. Een rots boven je hoofd
25. Met zeep vang je geen vliegen
26. De ballade van de natte zee